# 喬巍 (萬曆進士)
喬巍（？—1643年），字維嶽，號振寰，陝西西安府三原縣人。

## 生平
幼從馮少墟、溫無知遊，踐履篤實。待异母弟极友爱，居繼母喪，哀毁骨立。登萬曆四十六年戊午科舉人，四十七年（1619年）联捷己未科進士，都察院觀政，天啓三年（1623年）授户部四川司主事，管明智草场，五年管河西務鈔關，六年調雲南司郎中，差管京粮所，天啓七年二月司餉山海關，八月叙宁锦大捷功，升一级，赏银十两。崇祯元年升四川佥事，加陞參政，出巡川南。時奢安二寇叛，巍削平之，以事左遷僉事，後論平奢功，陞副使，尋擢山西參政，分守冀寧道。便道過里，崇祯十六年冬十月，李自成陷西安，以西安为长安，搒掠巨室助饷，徵索不少屈，與表弟王伯達、僕人王崇德同日被戮，時並稱之。

## 家族
曾祖喬宗仁。祖父喬世千。父喬登高。